# Alstonia oblongifolia
Alstonia oblongifolia är en oleanderväxtart som beskrevs av Elmer Drew Merrill. Alstonia oblongifolia ingår i släktet Alstonia och familjen oleanderväxter. Inga underarter finns listade i Catalogue of Life.